# Michal Varady
Michal Varady (* 1965) je český fyzik a vysokoškolský učitel, od roku 2018 děkan Přírodovědecké fakulty Univerzity Jana Evangelisty Purkyně (PřF UJEP). 

## Životopis
Narodil se v roce 1965. V roce 1984 absolvoval studium Střední průmyslové školy strojní v Teplicích. V roce 1989 dále absolvoval studium učitelství fyziky – základy techniky na Matematicko-fyzikální fakultě Univerzity Karlovy v Praze (MFF UK) a získal magisterský titul. V letech 1990 až 1994 vyučoval matematiku a fyziku na Gymnáziu Jana Amose Komenského v Dubí. V roce 1994 začal pracovat jako výzkumný pracovník slunečního oddělení na Astronomickém ústavu Akademie věd České republiky. V roce 1996 absolvoval studium astronomie a astrofyziky na MFF UK. V roce 2002 poté získal titul Ph.D. po absolvování doktorského studia teoretické fyziky, astronomie a astrofyziky. Téhož roku zároveň získal titul doktora přírodních věd.
V roce 2003 začal pracovat na Katedře fyziky Přírodovědecké fakulty Univerzity Jana Evangelisty Purkyně v Ústí nad Labem. V roce 2012 ukončil své zaměstnání na Astronomickém ústavu v AV ČR. V letech 2014 až 2017 působil na Fakultě výrobních technologií a managementu Univerzity Jana Evangelisty Purkyně. V roce 2015 se habilitoval v oboru teoretická fyzika a astrofyzika na Přírodovědecké fakultě Masarykovy univerzity v Brně. V letech 2011 až 2016 se Varady angažoval jako člen akademického senátu Univerzity Jana Evangelisty Purkyně v Ústí nad Labem, v letech 2012 až 2016 zároveň působil jako předseda senátní ekonomické komise. V roce 2014 se stal členem komise Studentské grantové agentury PřF UJEP.
V roce 2018 byl zvolen děkanem PřF UJEP, když jako jediný kandidát na funkci získal 10 z 15 hlasů od členů akademického senátu fakulty. Funkci poté obhájil i v roce 2022. Jako jediný kandidát na funkci tehdy získal 13 z 15 hlasů od členů fakultního senátu.
Během své kariéry absolvoval několik stáží, například na Vratislavské univerzitě, Univerzitě Štýrský Hradec nebo Glasgowské univerzitě. V rámci své odborné činnosti se zabývá mj. tématy sluneční fyziky, diagnostiky plazmatu, spektroskopií či modelováním energetických procesů.